# Emil und die Detektive
Emil und die Detektive (bra: Terrível Armada, ou A Terrível Armada; prt: Emílio e os Detectives) é um filme alemão de 1931, dos gêneros drama, suspense, ação e aventura, dirigido por Gerhard Lamprecht, com roteiro de Billy Wilder.